# Melendy Britt
Melendy Britt (Charlotte, 31 ottobre 1943) è un'attrice e doppiatrice statunitense.

## Filmografia parziale

### Attrice
Cinema
- Al di là di ogni ragionevole dubbio (The Lawyer), regia di Sidney J. Furie (1970)
- Salvate il Gray Lady (Gray Lady Down), regia di David Greene (1978)
- Oltre il giardino (Being There), regia di Hal Ashby (1979)

Televisione
- Mannix – serie TV, 3 episodi (1971-1972)
- Kojak – serie TV, 1 episodio (1974)
- They Only Come Out at Night – film TV (1975)
- ABC Afterschool Specials – serie TV, 2 episodi (1976)
- Agenzia Rockford (The Rockford Files) – serie TV, 3 episodi (1975-1977)
- Non si può tornare indietro (Reunion) – film TV (1980)
- Falcon Crest – serie TV, 2 episodi (1986)
- Un amore per sempre (Star) – film TV (1993)
- Weird Science – serie TV, 5 episodi (1994)

### Doppiatrice
Cinema
- Il segreto della spada (The Secret of the Sword) (1985)
- Hotel Transylvania 2 (2015)

Televisione
- The New Adventures of Batman – serie TV, 16 episodi (1977)
- Tarzan and the Super 7 – serie TV, 33 episodi (1978-1979)
- The Plastic Man Comedy/Adventure Show – serie TV, 19 episodi (1970-1980)
- Il Natale di Biancaneve (A Snow White Christmas) – film TV (1980)
- Flash Gordon - La grande avventura (Flash Gordon: The Greatest Adventure of All) – film TV (1982)
- Flash Gordon – serie TV, 24 episodi (1979-1982)
- She-Ra, la principessa del potere (She-Ra: Princess of Power) – serie TV, 93 episodi (1985-1987)
- He-Man & She-Ra: A Christmas Special – film TV (1985)
- Michael Jackson's Halloween – film TV (2017)